# Грушко Олександр Іванович
Олександр Іванович Грушко (нар. 5 лютого 1958, місто Тихорєцьк Краснодарського краю, Російська Федерація) — український діяч, заслужений лікар України, голова Чернівецької обласної ради (2005—2006 рр.).

## Життєпис
У вересні 1975 — березні 1976 року — слюсар Віньковецького консервного заводу Хмельницької області.
У вересні 1976 — червні 1982 року — студент Чернівецького державного медичного інституту, здобув кваліфікацію лікаря-педіатра. Одночасно, у грудні 1981 — травні 1982 року — лаборант кафедри дитячих хвороб Чернівецького державного медичного інституту.
У серпні 1982 — березні 1984 року — лікар-інтерн, лікар, дільничний педіатр Глибоцької центральної районної лікарні Чернівецької області.
У березні 1984 — вересні 1990 року — дільничний лікар, завідувач відділення, виконувач обов'язків головного лікаря, заступник головного лікаря Чернівецької міської дитячої лікарні.
У вересні 1990 — грудні 2003 року — заступник завідувач Чернівецького обласного відділу охорони здоров'я; заступник начальника управління охорони здоров'я — начальник відділу охорони материнства та дитинства виконавчого комітету Чернівецької обласної ради народних депутатів; 1-й заступник начальника управління охорони здоров'я — начальник відділу охорони материнства та дитинства Чернівецької обласної державної адміністрації; начальник управління охорони здоров'я Чернівецької обласної державної адміністрації.
У грудні 2003 — червні 2005 року — заступник голови Чернівецької обласної ради.
У 2003—2005 роках був членом СДПУ(О), Народної партії. З осені 2005 року — член партії «Народний Союз «Наша Україна», 1-й заступник голови Чернівецької обласної організації НСНУ.
23 червня 2005 — 4 травня 2006 року — голова Чернівецької обласної ради.
У червні 2006 — жовтні 2007 року — тимчасово не працював.
У жовтні 2007 — січні 2008 року — виконувач обов'язків заступника голови, у січні 2008 — 2010 року — заступник голови Чернівецької обласної державної адміністрації.
З березня 2012 року — головний лікар Чернівецької обласної клінічної лікарні швидкої медичної допомоги.

## Нагороди та відзнаки
- заслужений лікар України (.06.2002)[1]